# یواس‌اس فرانسس (۱۸۱۳)
یواس‌اس فرانسس (۱۸۱۳) (به انگلیسی: (USS Frances (1813) یک کشتی متعلق به نیروی دریایی ایالات متحده آمریکا بود. این کشتی در سال ۱۸۱۳ ساخته شد. فرمانده توماس مکدوناف این کشتی را در سال ۱۸۱۳ در طول جنگ ۱۸۱۲ به خدمت گرفت.